# Kaiserliches und königliches Infanterieregiment nr. 44
L'Imperiale e Regio Reggimento di Fanteria di Linea n. 44 (Kaiserliches und königliches Infanterieregiment nr. 44) è stato un reggimento dell'esercito austro-ungarico reclutato su suolo italiano tra il 1744 e il 1866. Il reggimento assunse differenti denominazioni, legati al nome dell'inhaber (titolare) del reggimento: 
- 1744: Feldzeugmeister Clerici
- 1769: Feldzeugmeister Gaisruck
- 1779: Tenente Feldmaresciallo Belgiojoso
- 1801: Tenente Feldmaresciallo Bellegarde
- 1830: Feldmaresciallo arciduca Alberto

## Le origini
| Anno | Consistenza  | Composizione                                                                                      |
| ---- | ------------ | ------------------------------------------------------------------------------------------------- |
| 1744 | 1568 uomini  | - 15 compagnie fucilieri - 2 compagnie granatieri                                                 |
| 1760 | 1.880 uomini | - 2 battaglioni fucilieri - 2 compagnie granatieri                                                |
| 1763 | 1.980 uomini | - 490 lombardi - 533 provenienti da altri reggimenti - 144 piemontesi - 59 veneti - 260 stranieri |

Il reggimento ebbe origini dal reggimento provinciale lombardo (Legio Mediolanensis Provincialis) che il marchese Anton Giorgio Clerici ottenne di poter reclutare a proprie spese, su piede alemanno, il 23 gennaio 1744. Il 24 agosto 1744, nel castello di Milano, furono passate in rassegna per la prima volta le sue 15 compagnie fucilieri e le due compagnie di granatieri. Il reclutamento era lombardo ed il reggimento contava 1568 effettivi: oltre alla truppa, la maggior parte degli ufficiali e sottufficiali era della regione.
Il reggimento ebbe il proprio battesimo del fuoco durante la Guerra di successione austriaca: nel settembre 1744 Clerici guidò il reggimento di rinforzo al campo piemontese di Saluzzo e prese parte al tentativo di sbloccare l'assedio borbonico di Cuneo. Durante la battaglia di Madonna dell'Olmo (30 settembre) il reggimento subì gravi perdite. Il 14 ottobre 1758 il reggimento guidò l'assalto decisivo contro la batteria piazzata nel recinto della chiesa durante la battaglia di Hochkirch: su 900 uomini solo 46 uscirono illesi; cadde, tra gli altri anche il colonnello ('Obrist') Francesco Andrea Valenziani.
(Storia delle operazioni militari eseguite dalle armate delle potenze belligeranti in Europa, Amsterdam 1760)
Nel 1763 il battaglione fu trasferito a Cremona, nel 1765 a Mantova; nel 1769 subentrò al defunto Clerici il feldmaresciallo conte Rudolf Carl Gaisbruck e, in base all'ordinamento del medesimo anno, il reggimento ottenne ufficialmente il numero 44.

## I. R. 44
| Anno | Battaglione                                                  | Accantonamento                    |
| ---- | ------------------------------------------------------------ | --------------------------------- |
| 1744 |                                                              | Milano                            |
| 1763 |                                                              | Cremona                           |
| 1761 |                                                              | Boemia                            |
| 1765 |                                                              | Mantova                           |
| 1769 |                                                              | Pavia                             |
| 1774 | - Battaglione Comando - Battaglione Guardia - 3º Battaglione | - Pavia - Cremona - Pizzighettone |
| 1778 | - Battaglione Comando - Battaglione Guardia - 3º Battaglione | - Vienna - Vienna - Mantova       |
| 1780 |                                                              | Cremona                           |
| 1791 |                                                              | Cremona                           |
| 1798 | - Battaglione Comando - Battaglione Guardia - 3º Battaglione | - Gradisca - Trieste - Trieste    |
| 1801 |                                                              | Venezia                           |
| 1805 |                                                              | Vicenza                           |

### Periodo napoleonico
Da Mantova il reggimento fu trasferito a Pavia. Nel 1778, durante la breve guerra di successione bavarese, l'I.R. 44 e il relativo battaglione granatieri (maggiore Antonio Brambilla) furono spediti sul fronte boemo: 1 battaglione fucilieri si arrese in sfortunate circostanze presso Gabel. Nel medesimo anno il reggimento cambiò proprietario, passando al maggior generale (poi feldmaresciallo) conte Carlo Luigi Belgiojoso di Barbiano.
Dopo un breve accantonamento a Vienna, nel 1779 l'I.R. 44 raggiunse il deposito di Cremona; il reggimento continuò a reclutare in Lombardia ma esclusivamente per ingaggio volontario o per destinazione coattiva di condannati poiché nei domini italiani non si ritenne ancora opportuno introdurre la coscrizione obbligatoria.
Il 22 dicembre 1780 il reggimento, di presidio a Cremona, partecipa alle celebrazioni tenute nella cattedrale della città per il funerale di Maria Teresa.
Nel 1788 i battaglioni dell'IR 44 furono aggregati all'Armata principale del Banato: con soli 23 uomini il sottotenente Lopresti difese per 3 ore il castello di Rama, sostenendo cinque assalti ottomani; al termine della ritirata i due battaglioni svernarono a Karansebes e Siebenbuergen. Nel 1789 presero parte alla marcia su Rimnik e nel 1790 all'assedio di Giurgevo. Durante la guerra contro gli Ottomani 7 militari dell'IR 44 furono decorati di medaglia d'argento al valore.
Rientrato a Cremona nel 1791, nell'autunno del 1792 il reparto fu inviato in soccorso del Piemonte al comando del colonnello Carlo Casati di Berna. Impiegato nel settore nizzardo delle Alpi Marittime, nel 1793 il reggimento lombardo partecipò ai combattimenti di Sospello, Cima di Raus, Colle dell'Argentera e Sommalunga. Tra il 1794 e il 1796 partecipò ai combattimenti di Ormea, del Monte Saccarello, al Colle di Tenda, a Sambuco e alle due battaglie di Loano (in particolare ai combattimenti attorno al caposaldo strategico del Monte Settepani).
Inquadrato nella Brigata Provera attestata a Millesimo, partecipò alla battaglia di Dego (13 aprile 1796); successivamente, il 3º battaglione combatté a Lodi. Nel 1797 i resti del reggimento Belgiojoso, al comando di Filippo Brentano-Cimarolli, presero parte alla difesa di Mantova: dichiarati prigionieri di guerra a seguito della resa di Mantova, il reggimento fu concentrato a Venezia e, nel 1798, a Trieste.
150 volontari italiani, che avevano combattuto a Novi il 6 novembre 1799 costituirono il nucleo del nuovo IR 44 (di proprietà del conte Friedrich Bellegarde), ricostruito durante l'inverno nelle fortezze di Tortona e Alessandria.
Comandato dal conte Giovanni Strassoldo, nella campagna del 1800 il reggimento finì nuovamente assediato a Mantova.

### Cinque Giornate di Milano
Partecipò alle 5 giornate il 3. battaglione del 44. reggimento Arciduca Alberto (già Clerici, già Belgioioso). Esso fu impegnato per collegare e rifornire gli altri reparti che erano schierati contro gli assalti della folla, principalmente presso le porte della città, in alcune piazze e presso diverse delle 446 barricate che erano state erette in poche ore il 18 marzo. Il 22 marzo il battaglione uscì da porta Vigentina tra gli insulti della folla, dirigendosi verso Lodi. Ivi giunti, Radetzky tenne un discorso per ringraziare le truppe per il loro valore e la loro dedizione, affermando che avrebbe segnalato i nomi dei più valorosi all'Imperatore stesso e garantendo la sua "riconoscenza". In totale durante le 5 giornate, le truppe austriache e quelle del Lombardo Veneto (c'erano altri reggimenti al completo, altri battaglioni e compagnie sparse per un totale di 10 000 uomini) ebbero le seguenti perdite: 5 ufficiali e 176 soldati deceduti. Diversi ufficiali e 230 uomini feriti. Alcuni ufficiali e 180 soldati prigionieri. I decorati del 3. battaglione del 44. reggimenti si trovano negli elenchi della battaglia di Santa Lucia, che ebbe luogo il 6 maggio 1848 (vedi fonti).

### Campagna d'Italia 1848
Prima della guerra il Reggimento era in Lombardia diviso tra Milano e Cremona. Nella ritirata da Milano, dopo la prima tappa importante di Lodi, il 3º Battaglione si trovò accasermato a Cremona quando scoppiarono i disordini, per una serie di complesse vicende, metà del battaglione defezionò, ma non tutti i disertori si unirono ai rivoltosi. Il resto della formazione si diresse verso il veneto in una colonna che comprendeva i parenti di molti degli arruolati, non si hanno notizie precise sugli spostamenti degli altri Battaglioni del Reggimento, che si trovarono entro pochi giorni a Verona. I resti del 3º battaglione parteciparono alla battaglia di Sona. A Castelnuovo presso Verona, il reparto visse un curioso episodio. Esso si era accasermato nel paese, dove i cucinieri furono sequestrati dai rivoltosi quando il resto del reparto era fuori dal paese. I sequestrati si rifiutarono di disertare e furono tenuti prigionieri dai 600 rivoltosi cittadini. Il paese fu conquistato da altre truppe al comando del generale Taris, che incontrarono i cinque cucinieri che nel frattempo si erano dati alla fuga. Il principe di Liechtenstein volle premiare la loro fedeltà con dell'oro, ma il soldato Giovanni Locati gli rispose: "Non ho bisogno del suo oro, mi stringa la sua mano, la preferisco a tutto l'oro del mondo perché ho prestato giuramento all'Imperatore e saprò mantenerlo in qualunque occasione". Tale fatto fu portato d'esempio in tutto l'esercito durante quella campagna.
Nella battaglia di Santa Lucia di Verona, furono decorati il sergente Favero, il fante Ventura ed il caporale Locati. Il 3. battaglione combatté anche a Sona, Santa Giustina, Sommacampagna, Galionze, Monzambano e Custoza dove si fece notare per la conquista di alcune importanti postazioni.

### Campagna d'Italia 1849
Il 44. Reggimento non partecipò a scontri in Italia, il battaglione granatieri combatté a Komarno in Ungheria, mentre i tre battaglioni del Reggimento si schierarono ai confini con la Germania, della quale si temeva un coinvolgimento.

### Dal 1849 al 1866
Il reggimento aumentò di un battaglione nel 1850, passando a quattro. I battaglioni prestarono servizio di guarnigione in diverse città dell'Impero, come Graz e Rassemburg. I granatieri si spostavano autonomamente dal Reggimento, furono a Praga e Leopoli. Il 4. battaglione fu a Milano al comando del FM Nobili, il 1. si spostò a Pilsen, il 2. a Taschau. Altre località toccate dai reparti furono Monza, České Budějovice, Kranau, Innsbruck, Bolzano, Trento. Nel 1859, il reggimento schierato in Austria e Boemia, non partecipò alla campagna contro i franco-piemontesi. Alla firma del trattato di pace con il Regno di Sardegna, i soldati ebbero la facoltà di tornare a casa; alcuni decisero di rimanere con il Reggimento che diventò "ungherese" di nome, mentre prestavano servizio diversi soldati veneti ed alcuni lombardi. Dopo il 1860 le turnazioni videro il reggimento di stanza prevalentemente in Italia come ad esempio Rovigo, Arquà, Polesella, Chioggia, Padova, Venezia. Il reggimento partecipò alla battaglia di Königgsgrätz nel 1866 ma non ci sono dettagli sui singoli fatti d'arme, sulle perdite e decorazioni.

### Scioglimento
Il Reggimento formalmente non venne mai "sciolto" fino al 1918, dal 1866 al 1918 continuò a chiamarsi Infanterieregiment Nr. 44 "Erzherzog Albrecht" anteponendo l'aggettivo di "ungherese". Nemmeno la riforma del 1883 modificò sostanzialmente le zone di reclutamento e la composizione etnica che era totalmente ungherese, dopo che si congedarono gli ultimi fanti del Lombardo Veneto che non avevano optato per l'Italia. Il congedo formale con il grosso dei componenti dell'ex Lombardo Veneto avvenne nel settembre del 1866 con la rassegna dei Reggimenti e le decorazioni, non sono ancora stati trovati gli elenchi dei decorati del 44. nell'ultima campagna.

## Citazioni
(F. A. Pinelli, Storia militare del Piemonte in continuazione di quella del Saluzzo, Torino 1854)

## Persone legate al Reggimento

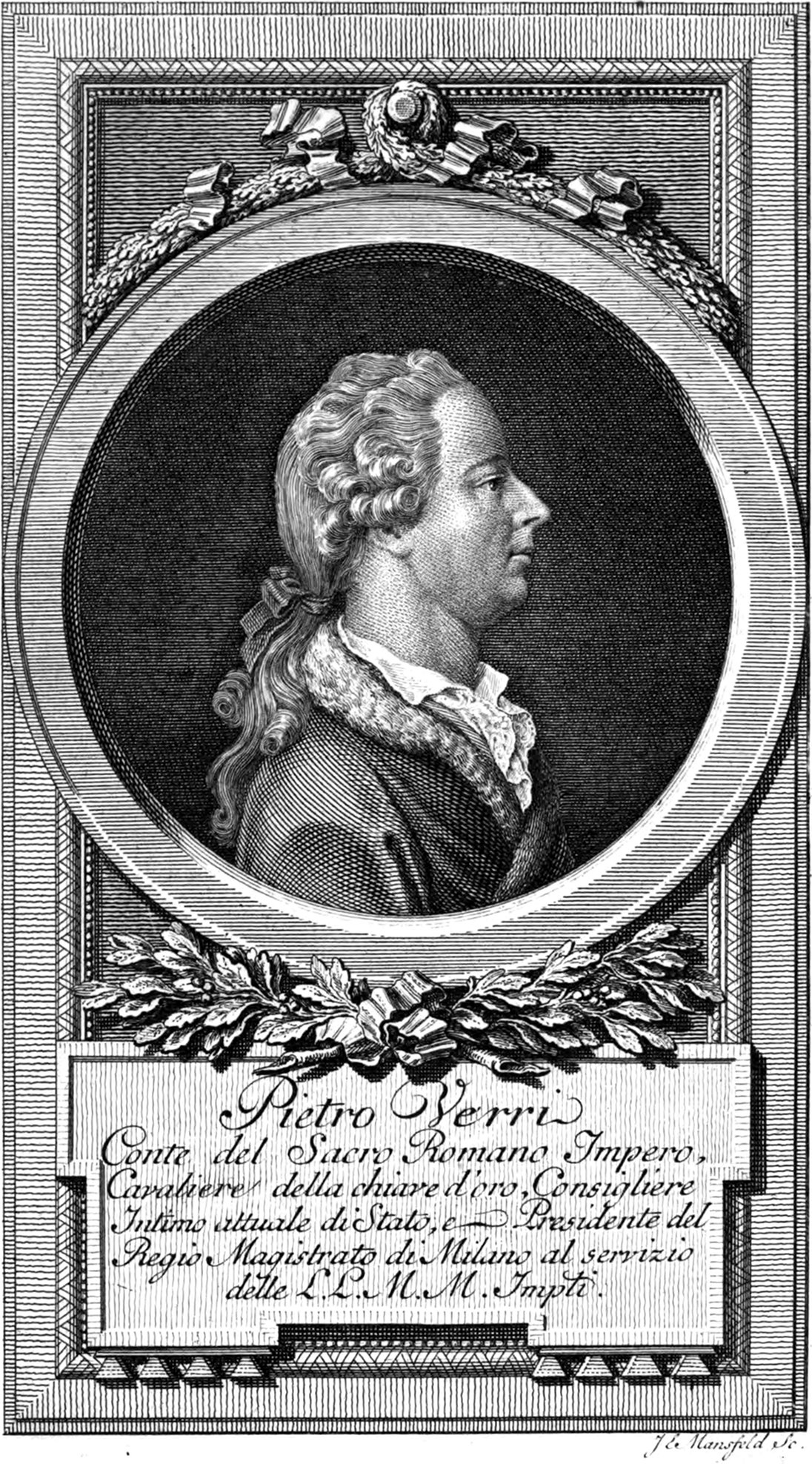
Il Conte Pietro Verri, capitano nel reggimento dal 1758 al 1760

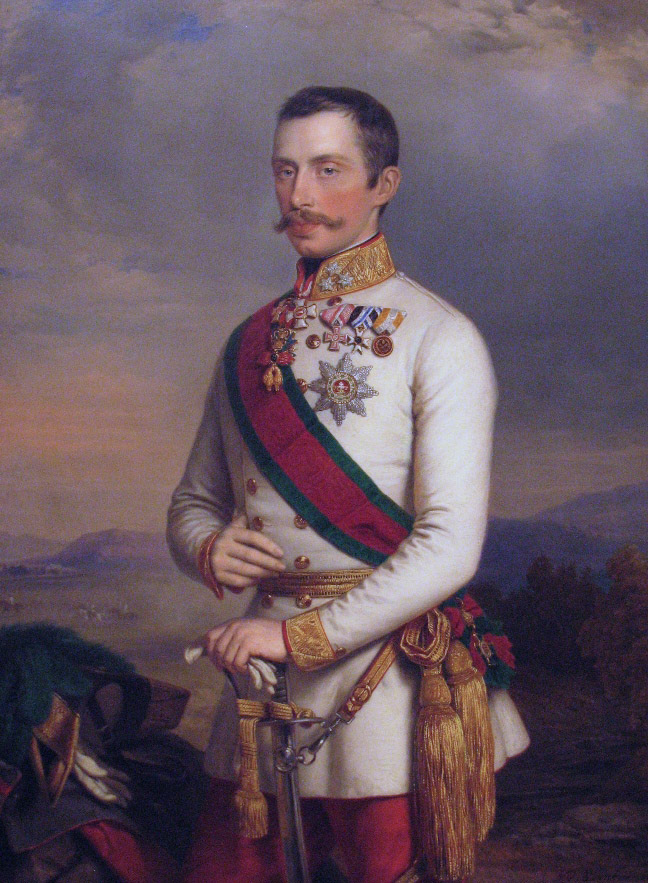
L'Arciduca Alberto, Ihnaber del reggimento dal 1830

- Marchese Anton Giorgio Clerici: fondatore ed Ihnaber del reggimanto dal 1744 al 1769, ferito nella battaglia di Madonna dell'Olmo e, una seconda volta, nella battaglia di Holzberg
- Pietro Verri ottenne - grazie al conte Kauniz[6] - il brevetto di Capitano il 17 agosto 1758 e rimase al reggimento fino al dicembre 1760. Combatté a Maxen e a Sorau, in Sassonia, durante la guerra contro la Prussia.
- Giovanni De Gamerra, abate nel 1760, studiò poi legge a Pisa fino al 1763; lasciato lo Stato ecclesiastico, divenne sottotenente nel reggimento Clerici dal 1765 al 1770. A Milano iniziò la propria carriera letteraria, componendo l'opera licenziosa La Corneide.
- Obrist Barone Francesco Andrea Valenziani caduto ad Hochkirch il 14 ottobre 1758
- Colonnello Carlo Casati di Berna (1792)
- Giuseppe La Hoz partecipò nel 1796, in qualità di tenente, alla difesa del Castello di Milano.